# Corinnomma semiglabrum
Corinnomma semiglabrum is een spinnensoort uit de familie van de loopspinnen (Corinnidae).
De wetenschappelijke naam van de soort werd in 1896 als Apochinomma semiglabrum gepubliceerd door Eugène Simon.